# Bevington
Bevington – miasto w Stanach Zjednoczonych, w stanie Iowa, w hrabstwach Madison i Warren.

## Demografia
Zgodnie ze spisem statystycznym z 2000, miasto liczyło 58 mieszkańców. W 2023 liczba mieszkańców minimalnie wzrosła do 59 osób, a gęstość zaludnienia przekroczyła 84 osoby/km².